# Periodische Fiebersyndrome
Periodische Fiebersyndrome (PFS) sind eine Gruppe von Erkrankungen, bei denen in periodischen Abständen Fieber auftritt, ohne dass eine anderweitige Grunderkrankung vorliegt. Sie werden heute als typische Vertreter der Autoinflammationssyndrome gesehen. Sie wurden von Hobart A. Reimann zunächst 1948 (als „periodische Erkrankungen“) und erneut Anfang der 1960er Jahre  vorgeschlagen. Erst in den letzten Jahren konnte durch molekulargenetische Methoden eine klarere Systematik erarbeitet werden.

## Symptome
Als Gemeinsamkeit der periodischen Fiebersyndrome werden folgende Charakteristika genannt:
Beginn im Kindesalter, regelmäßige Wiederkehr meist über Jahre hinweg, vegetative Begleitsymptomatik, inflammatorische Laborveränderungen, generell benigner Verlauf.

## Beispiele
Zu den periodischen Fiebersyndromen zählen das Hyper-IgD-Syndrom (HIDS), das familiäre Mittelmeerfieber (FMF), die zyklische Neutropenie (ZN), das Tumornekrosefaktor-Rezeptor-1-assoziierte periodische Syndrom (TRAPS), das PFAPA-Syndrom (Periodisches Fieber, Aphthen, Pharyngitis, Adenitis-Syndrom), das VEXAS-Syndrom und die unter CAPS (Cryopyrin-assoziiertes periodisches Syndrom) zusammengefassten Erkrankungen Familiäres autoinflammatorisches Kältesyndrom (FCAS, engl. Familial cold autoinflammatory syndrome), Muckle-Wells-Syndrom (MWS) und NOMID (engl. Neonatal onset multisystem inflammatory disease) bzw. CINCA (Chronisch-infantiles-neurologisch-cutan-artikuläres Syndrom).

## Therapie
Eine wesentliche Rolle in der Pathophysiologie der Erkrankungen spielt die Inflammasomreaktion. Zur Therapie der PFS stehen die zugelassenen Interleukin-1-hemmenden Medikamente Anakinra (Kineret®, Swedish Orphan Biovitrum AB) und Canakinumab (Ilaris®, Novartis) zur Verfügung.